# Trichosurus caninus
Espèce
Statut de conservation UICN

 LC  : Préoccupation mineure
Trichosurus caninus est une espèce de marsupiaux de la famille des Phalangeridae.

## Distribution
Cette espèce est endémique d'Australie, elle se rencontre dans l'ouest du Queensland et à l'ouest de la Nouvelle-Galles du Sud.

## Publication originale
- (en) Ogilby, 1835 : Descriptions of 'Phalangista canina' and 'Phalangista vulpina'. Proceedings of the Zoological Society of London, vol. 1, p. 191–192.